# Рыцарь Семи Королевств (серия повестей)
«Рыцарь Семи Королевств» (англ. Tales of Dunk and Egg) — серия фэнтезийных повестей американского писателя Джорджа Мартина. Их действие происходит в том же вымышленном мире, что и действие романов цикла «Песнь Льда и Пламени», но почти на век раньше событий основной серии. Все повести были написаны для различных межавторских антологий, однако выстраиваются в связное повествование. Героями всех повестей являются странствующий рыцарь Дункан Высокий (Дунк) и его оруженосец, принц Эйегон Таргариен (Эгг).
На 2022 год вышли три повести цикла: «Межевой рыцарь» (1998), «Присяжный рыцарь» (2003) и «Таинственный рыцарь» (2010). По словам автора, планируется ещё несколько историй из этого цикла, который должен закончиться коронацией Эйегона. В 2019 году Мартин объявил, что займётся написанием четвёртой повести о Дунке и Эгге под рабочим названием «Винтерфелльские волчицы» только после того как допишет «Ветра зимы».
В 2021 году началась работа над сериалом по мотивам повестей, рабочее название которого — «Рыцарь Семи Королевств».

## Межевой рыцарь
«Межевой рыцарь» (англ. The Hedge Knight) — первая новелла из серии. Впервые опубликована 25 августа 1998 года в антологии «Легенды» под общей редакцией Роберта Сильверберга.
Межевой рыцарь, сир Арлан из Пеннитри, умирает в холодную дождливую ночь. Его оруженосец, рослый молодой парень по имени Дунк, хоронит его и отдает последний долг, читая над могилой молитву. После некоторых раздумий Дунк решает продолжить путешествие на турнир в замок Эшфорд, куда они направлялись с сиром Арланом, и принять участие в турнире как рыцарь. Он берёт себе кольчугу и меч сира Арлана, а также его доспехи, трех лошадей и немного денег. В придорожной гостинице он встречает мальчика с бритой головой по имени Эгг, который предлагает стать оруженосцем Дунка. Несмотря на то, что у Дунка, если он называет себя сир Дункан Высокий, должен быть оруженосец, он отказывается. Эгг тайно следует за ним, чтобы попасть в Эшфорд. Впечатлённый упорством мальчика, Дунк принимает его на службу. В Эшфорде Дунк продает одну из своих лошадей, чтобы купить новую кольчугу у местного кузнеца. Кроме того, он знакомится с оруженосцем и двоюродным братом сира Стефона Фоссовея, Раймуном Фоссовеем. Дунк обращается с просьбой подтвердить его рыцарство к нескольким рыцарям, однако все они отказываются, так как никто из них не может вспомнить сира Арлана. Неожиданная помощь приходит от принца Бейлора Таргариена: он припоминает сира Арлана и ручается за Дункана, посоветовав ему поменять герб на щите сира Арлана на свой собственный. Девушка из дорнийского кукольного театра по имени Тансель рисует ему новый герб. Первый день турнира Дунк проводит среди толпы с Эггом на своих плечах и только наблюдает. После нескольких захватывающих поединков день заканчивается позорным поединком принца Эйериона Таргариена, который убивает коня сира Хамфри Хардинга.
Ночью, когда Дунк идет в шатер Фоссовеев, его внезапно догоняет Эгг и говорит, что принц Эйерион избивает кукольницу Тансель. Дунк бросается на её защиту и бьет Эйериона в лицо. Королевская стража арестовывает Дунка. Эгг открывает своё истинное имя — он брат Эйериона, принц Эйегон. Дунка обвиняют в нападении на принца Эйериона и похищении принца Эйегона (Эгга), вследствие чего приговаривают его к божьему суду в виде «испытания семерых». Потерпевший, то есть принц Эйерион с шестью своими товарищами, должен вступить в бой с обидчиком (в данном случае Дунканом) и шестью его товарищами. За принца Эйериона выступают королевские гвардейцы, его брат — принц Дейерон, его отец — принц Мейекар и сир Стефон Фоссовей. За Дункана Высокого выступают рыцари Робин Раслинг, братья Бисбери и Хардинг Хамфри, Лионель Баратеон, Раймун Фосовей и последним неожиданно присоединяется сам принц Бейлор, родной брат принца Мейекара и дядя Эйериона.
Вечером накануне поединка к Дунку неожиданно приходит принц Дейерон. Он рассказывает Дунку свой зловещий сон, в котором он видел Дунка с поверженным мертвым драконом, символом дома Таргариенов, и уверяет, что его сны всегда сбываются.
Утром четырнадцать рыцарей выстраиваются в две линии, по семь с противоположных сторон турнирного поля. Противником Дунка является принц Эйерион. При первом столкновении Дунк получает ранение в бок, при втором — его сбивают с коня, но во время боя на земле Дунк побеждает принца, который просит пощады. После этого, по правилам, бой прекращается. К Дунку подходит принц Бейлор и поздравляет с победой, но когда с принца снимают поврежденный шлем, то обнаруживают у него на затылке ужасную рану, после чего принц падает и умирает. Вещий сон Дейерона сбывается.
Принц Мейекар встречается с Дунком после похорон брата. Он говорит, что это его булава убила Бейлора, выражает сожаление о поведении своего сына Эйериона и предлагает Дунку поступить к нему на службу, при этом его младший сын Эйегон останется его оруженосцем. Дунк отказывается и предлагает, чтобы принц Эйегон служил ему оруженосцем как межевому рыцарю.
Межевой рыцарь Дункан Высокий и его оруженосец Эгг отправляются в путешествие по Вестеросу. Их путь лежит в Дорн.

## Верный меч
«Верный меч» (другой перевод — «Присяжный рыцарь») (англ. The Sworn Sword) — вторая новелла серии. Впервые опубликована в 2003 году в антологии «Легенды II», также под редакцией Роберта Сильверберга. По материалам новеллы 20 июня 2007 был выпущен комикс.
После событий «Межевого рыцаря» проходит два года, сир Дункан и его оруженосец Эгг поступают на службу к сиру Юстасу Осгрею в Стэндфаст. Дунку старик нравится. Лишь недавно утихла эпидемия, которая унесла тысячи жизней и среди них старого короля и его старших внуков, тогда как прежде на Эшфордском лугу погиб десница и наследник короля принц Бейлор. На трон садится Эйерис Книжник и объявляет своим десницей лорда Бладрейвена. В народе говорят, что засуха, воцарившаяся в Вестеросе уже много месяцев назад, послана Семерыми в наказание за братоубийство. Больше всего от засухи пострадали земли Простора.
Кроме Дунка, Юстасу Осгрею служит другой межевой рыцарь — сир Беннис, человек, обладающий дурным нравом и отвратительной репутацией. Сир Осгрей был вынужден нанять рыцарей из-за того, что между ним и его соседкой леди Роанной Веббер из Колдмоута произошёл неприятный инцидент — по приказу Веббер был утоплен человек Осгрея по обвинению в краже.
Возвращаясь в Стэндфаст с вином, Дункан замечает, что речушка, питавшая земли Осгреев, пересохла. Его настораживает то, как быстро это случилось, и он решает проследовать вверх по течению. Вблизи Уоттова леса Дунк и сир Беннис обнаруживают запруду, направившую воду для орошения полей Колдмоута. Желая припугнуть людей Веббер, Беннис рассекает лицо одному из землекопов, из-за чего впоследствии убегают испуганные простолюдины, а Дунк с тяжелым сердцем возвращается в Стэндфаст. Осгрей предлагает Дунку стать переговорщиком и предложить в качестве возмещения ущерба леди Роанне и землекопу серебро.
На переговорах Дунк узнает, что Осгрей в прошлом — мятежник, выступивший на стороне династии Блэкфайра. Леди Роанна сообщает, что согласна примириться, если ей будет выдан сир Беннис (которому она сохранит жизнь, но лишь только отрежет нос), но на меньшее она не согласна. Запруду она также отказалась разрушить, предоставив Дунку документ с королевской печатью. В нём сообщалось, что Клетчатая вода принадлежит ей, а земли Осгреев, включая Уоттов лес, сохраняются за Осгреями лишь по мужской линии, и в том случае, если он умрет без наследников, право на ручей и земли Осгреев переходят сюзерену Веббер и Осгреев. Леди Роанна также призналась Дунку, что ей остались считанные дни на то, чтобы выйти замуж, как то предписывает завещание отца. И в мужья ей метит кастелян замка сир Лукас Инчфилд. Тот является умелым рыцарем, и, опасаясь его, а также страшась россказней о колдовстве леди Роанны (она пережила четырёх мужей), женихи обходят Колдмоут стороной. В случае же, если она не исполнит наказ отца, то Колдмоут отойдет другим.
Следуя совету Осгрея, Дункан напоминает леди Роанне о младшем сыне сира Осгрея Аддаме, и за это леди Роанна дает Дункану пощечину и прогоняет восвояси. Вернувшись в Стэндфаст, Дункан передает условия Колдмоута Осгрею и объявляет, что не станет служить мятежнику, потому что тот скрыл от него факт наличия документа. Ночью случается пожар в Уоттовом лесу. Пожалев ополченцев Стэндфаста, Дунк распустил их. Беннис был оставлен в башне (откуда он бежал, обокрав Осгрея), а Дункан, Эгг и Осгрей отправились к пожарищу. Сир Юстас обвинил леди Роанну в поджоге, и правоту обоих было решено отстаивать в поединке между сиром Дунканом Высоким и сиром Лукасом Инчфилдом. Поединок окончился победой сира Дункана, чемпиона Осгреев. Пока раненый Дункан был отдан заботам мейстера Серрика, сир Юстас Осгрей и леди Роанна поженились, тем самым сумев примирить окончательно дом Осгрей и Веббер, а также сохранить за собой свои земли.
Перед отъездом Дункан целует леди Роанну и срезает ей косу в качестве подарка от неё.

## Таинственный рыцарь
«Таинственный рыцарь» (англ. The Mystery Knight) — третья новелла из серии. Впервые опубликована в 2010 году в антологии «Воины», под редакцией Джорджа Мартина и Гарднера Дозойса.
Сир Дункан Высокий и его оруженосец Эгг покидают Каменную Септу. Повсюду люди винят десницу короля Бладрейвена в своих несчастьях и все чаще заводят разговоры о мятеже. Дунк и Эгг решают отправиться к Стене на службу Старку, который намеревается изгнать Грейджоев с Севера раз и навсегда. По пути их нагоняет отряд лорда Старпайка Гормона Пика и лорда Алина Кокшо; за ними едут слуги, стражники, повара и прочие. И третий — это межевой рыцарь Джон по прозвищу Скрипач. Пик называет Дунка разбойником, однако Джон Скрипач испытывает к Дунку расположение и приглашает его ехать вместе с ними в Белостенный замок на турнир в честь свадьбы лорда Баттервелла и девицы Фрей. Главный Приз турнира — драконье яйцо, которое Эйгон Недостойный подарил Баттервеллу после того, как одарил троих его дочерей тремя бастардами. Для того, чтобы попасть на Север, нужно пересечь озеро на пароме; той же дорогой нужно ехать, чтобы попасть в Белостенный замок.
К вечеру Дункан и Эгг добираются до постоялого двора на берегу озера. Хозяйка сообщает, что все места заняты, еды нет и паромщик начнет свой труд лишь поутру, а для таких бродяг, как Дункан, есть лес, где уже обосновались такие же разбойники. В лесу Дунк и Эгг в самом деле встречают троих рыцарей, которые представились как сир Кайл, он же Кот Туманного Болота, сир Глендон Болл и сир Мейнард Пламм. На рассвете выяснилось, что к парому уже подъехал лорд Смоллвуд, поэтому межевым рыцарям нужно ждать. Эгг рассказывает, что у него тоже есть драконье яйцо, а ещё он говорит, что его брату Дэйрону приснилось, что драконы однажды вернутся. Это первое упоминание того, что Эгг очень хочет, чтобы из его яйца вылупился дракон. Дунк решает изменить планы и ехать в Белостенный замок…
В Белостенном замке Дунк занимает место за столом рыцарей, в то время как Эггу не дозволено туда зайти. Глендону Боллу не верят, что он сын Файрболла, однако в конце концов, униженный, он тоже присоединяется к Дунку, Пламму и Коту. За столом Дунк знакомится с рыцарем по имени Ютор Андерлиф. Тот сообщает, что 10 драконов получит всякий, кто продержится до предпоследнего раунда. Когда вышли лорд Баттервелл и его невеста, Дунк разглядел в свите Пика, Кокшо и Скрипача. Чуть позже, когда пир был в самом разгаре, Скрипач — хотя прежде сидел за привилегированным столом — спускается ко столу межевых рыцарей. Было выпито много вина, поэтому Дунк оставляет залу по нужде, плутает во дворе Белостенного Замка и становится нечаянным свидетелем разговора, происходящим между Гормоном Пиком и неизвестным, которым, как впоследствии выясняется оказывается Томмард Хеддль. Они говорят о восстании, о некоем сыне своего отца, а также о том, пересечет ли море Злой Клинок.
Вскоре после того, как Дунк возвращается, начинаются проводы невесты и жениха. По наущению Скрипача невесту доверяют нести Дунку, так он оказывается в спальне, где и хранится драконово яйцо. Дунк берёт его в руки и за этим его застигает Хеддль. Он выпроваживает Дунка, и на крыше, куда Дунк забредает, его находит Скрипач. Он открывает ему содержание своих снов о братьях и о белом плаще Дункана, однако оба пьяны и Дунк лишь много позже вспомнит этот разговор. Когда Дунк возвращается в свой шатер, Эгг сообщает ему, что по всему видно — это турнир изменников, всех тех, кто в прежнее восстание Блэкфайра поддержали Чёрного Дракона.
Наутро стоит невыносимая жара, противником Дунку назначают сира Ютора Андерлифа, и тот метким ударом в голову сшибает Дункана наземь. По чистой случайности Дункан остается жив, и очнувшись, узнает у мейстера, что к нему захаживал Джон Скрипач, а Эгг безвылазно сидел подле него. Дункан возвращается в палатку, по пути наткнувшись на карликов (которые именно в этот момент крадут драконово яйцо), и на сира Кота и Пламма, последний предлагает Дункану прихватить свои пожитки и бежать. В палатке Дункан приказывает Эггу готовить оружие, доспехи и коня, чтобы отдать их сиру Ютору.
В разговоре с сиром Ютором Дункан узнает, что тому заплатили за удар в голову в надежде, что тот не переживет его. Рыцарь также предложил Дункану сделку, по условиям которой Дункан будет разъезжать с ним по мелким турнирам. Дело в том, что рост Дунка производил бы впечатление на зрителей и они с охотой ставили бы на него, а не на маленького старика Андерлифа, на чём Андерлиф имел бы свой куш, а сам Дунк мог бы остаться при доспехах и подзаработать сверх того.
Покинув сира Ютора, Дунк узнает, что Эгг исчез. В поисках оруженосца он является в палатку Скрипача, и тот открывается ему, хотя и не называет своего настоящего имени. Вскоре после этого Гормон Пик обвиняет сира Глендона Флауэрса в том, что тот украл драконье яйцо. Навет Пика продиктован тем, что Глендон отказался упасть в схватке с Джоном Скрипачом, поэтому единственным способом устранить его было ложное обвинение. Тут же Алин Кокшо под предлогом того, что ему известно, где находится Эгг, заманивает Дунка к колодцу и, угрожая ножом, велит броситься в него. Дункан дает ему отпор, и сам сбрасывает его вниз. Появившийся при этом Мейнард Пламм ведет Дунка в свою палатку, перевязывает ему руку (которую Дунк поранил в схватке с Кокшо) и сообщает, где находится Эгг. Оказывается, Эгг, желая отправить ворона отцу, отправился к мейстеру и показал кольцо принца Мейкара, своего отца, после чего был немедленно доставлен Амброзу Баттервеллу. Эггу удалось убедить лорда, что он намеренно шпионил за замком и войско его отца уже недалеко. Перепуганный Лорд Фрей немедленно покинул замок, а лорд Амброз заперся в септе. Здесь их и нашел Дункан, однако о присутствии Таргариена узнал и Хеддль. Защищая Эгга, Дункан убил Хеддля, после велел Эггу садиться на коня и скакать прочь из замка, а сам отправился в замок отстаивать честь Глендона Флауэрса. Он является на пир, где объявляет Джону Скрипачу — Дэймону Блэкфайру на самом деле — мотивы Гормона Пика. Дэймон оскорблен, задета его рыцарская честь, и он решает драться с Глендоном, чтобы доказать, что он его не боится.
Дэймон берёт боевое копьё, намереваясь убить сира Гледона, но тот более длинным турнирным копьем выбивает Претендента из седла. Дэймон падает в грязь и получает прозвище «Коричневый дракон», тут появляются войска короля и десницы Бладрэйвена. Дэймон призывает к оружию, но никто не хочет биться вместе с ним (видя, что ему не доверили даже меч отца), и когда он выезжает на коне один, вызывая на бой любого, его стаскивают с коня. Бладрэйвен говорит, что смерть ему не грозит, поскольку иначе Злой Клинок немедленно коронует его брата Хэйгона.

## Экранизация
В 2021 году началась работа над сериалом по мотивам «Повестей о Дунке и Эгге». В апреле 2023 года HBO заказало первый сезон сериала под рабочим названием «Рыцарь Семи Королевств».